# Сушко Олександр Валерійович
Олекса́ндр Вале́рійович Сушко́ (17 травня 1973 року в Умані на Черкащині) — український політолог та громадський діяч, виконавчий директор Міжнародного фонду «Відродження», експерт у сфері міжнародних відносин, розвитку громадянського суспільства.

## Освіта
1995 року закінчив історичний факультет Кіровоградського педагогічного університету ім. Винниченка.
1998 року здобув ступінь кандидата політичних наук у сфері міжнародних відносин в Інституті світової економіки та міжнародних відносин НАН України. Тема дисертації: «Політичний контекст Північноамериканської угоди про вільну торгівлю (НАФТА). Регіональні відносини в Західній півкулі».
У 2002 році стажувався в Монтерейському центрі дослідження проблем нерозповсюдження (США).

## Фахова біографія
1998 року почав активну професійну діяльність як політичний аналітик.
1999—2000  — координатор моніторингу Центру миру, конверсії та зовнішньої політики України.
З 2000 по 2006 рік — директор Центру миру, конверсії та зовнішньої політики України.
У 2003 році ввійшов до складу громадської ради першого національного недержавного ілюстрованого часопису міжнародного життя України «ЄвроАтлантика».
З 2006 року — науковий директор Інституту євро-атлантичного співробітництва.
У 2011—2017  — голова правління Міжнародного фонду «Відродження», що входить до заснованої Джорджем Соросом мережі фундацій «Відкритого суспільства».
До 2013 року — старший науковий співробітник Інституту світової економіки і міжнародних відносин НАН України.
2012 — призначений національним координатором Української національної платформи Форуму громадянського суспільства «Східного партнерства».
2014 обраний співголовою Платформи громадянського суспільства (ПГС) «Україна — ЄС», що є органом громадянського суспільства, створення якого передбачено статтями 469—470 Угоди про асоціацію України з Євросоюзом. Другим співголовою, з боку ЄС, обрано представника польської профспілки «Солідарність» Анджея Адамчика.
1 січня 2018 року став виконавчим директором Міжнародного фонду «Відродження».
Олександр Сушко — знаний в Україні та за кордоном дослідник процесів європейської та євроатлантичної інтеграції України.

## Основні роботи
- Кордони Європи — кордони України: через спільні інтереси до спільної безпеки: матеріали круглого столу / Ред. О. Сушко. — К.: [б.в.], 2001.
- Олександр Сушко. ЄС чи ЄЕП? // ЄвроАтлантика. — 2003. — № 1.
- Європейська інтеграція України в оцінках лідерів українського політикуму, бізнесу та суспільства / Ред. О. Сушко, Н. Пархоменко. — К.: Міжнародний фонд «Відродження», 2003.
- Олександр Сушко. Словаччина — Україна // ЄвроАтлантика. — 2005. — № 1.
- Олександр Сушко. Перспективи безвізового режиму з ЄС // ЄвроАтлантика. — 2010. — № 4.

## Цікаві факти
Учасник Помаранчевої революції (2004) і Євромайдану (2013—2014).
21 червня 2015 року Джордж Сорос вручив фонду «Відродження» премію «Відкрите суспільство» за внесок у просування цінностей відкритого суспільства в Україні. Її з Євгеном Бистрицьким (виконавчим директором фонду), Сушко отримав від Сороса під час церемонії у Центральноєвропейському університеті у Будапешті. Це вперше за всю історію існування премії її присуджено не особі, а організації. У різні роки лауреатами премії ставали такі визначні особистості, як Вацлав Гавел, Марті Ахтісаарі, Міхеїл Саакашвілі, Кофі Аннан, Хав'єр Солана та інші.

## Нагороди
- Орден «За заслуги» III ст. (19 червня 2017) — за значний особистий внесок у реалізацію євроінтеграційних прагнень України, запровадження Європейським Союзом безвізового режиму, зміцнення міжнародного авторитету держави, багаторічну плідну працю та високий професіоналізм[3]